# Corynoneura tyrolensis
Corynoneura tyrolensis är en tvåvingeart som beskrevs av Jean-Jacques Kieffer 1925. Corynoneura tyrolensis ingår i släktet Corynoneura och familjen fjädermyggor.
Artens utbredningsområde är Österrike. Inga underarter finns listade i Catalogue of Life.